# Salazar (apelido)

Cota de armas dos Salazares, estabelecidos em Sorromosto, Espanha

Salazar é um apelido de família de cariz toponímico e de origem navarra, o qual terá sido introduzido em Portugal, por volta do séc. XVI, no reinado de D. João III.
Enquanto apelido de cariz toponímica, remonta às regiões do Vale Salazar, vale pirenaico espanhol, sendo que o substantivo «salazar» se trata de uma castelhanização do étimo basco Sarasaz.

## Evolução etimológica do topónimo
Embora durante décadas se tenha defendido a tese de que o substantivo «salazar» teria provindo, como outros vocábulos narravos como «salavérria», do étimo basco sala que significa «quinta; herdade rural». Presentemente, porém, defende-se uma origem origem etimológica diferente para «salazar».
A tese linguistíca dominante, actual, defende que a forma mais antiga de «Salazar» terá sido *Sarasaitz ou *Sarasaitzu, vocábulos bascos que se decompõem nos étimos sarats ‘salgueiro’ e haitz ‘penha’.
Atendendo à documentação, depreende-se que o étimo Sarasaitzu, se teria abreviado em Saratsezu ainda antes do séc. VIII e que, mediante assimilação ou dissimilação vocálica, ter-se-ia chegado às variantes Saresaço, registada em 924, com abertura da vocal final por influência das línguas latinas e, posteriormente, Sarasazu, registada em 1055. A partir deste último étimo, por mercê de apócope da última vogal, terá surgido a variante Sarasaz, já nas últimas décadas do séc. XI, a qual convergiu, ulteriormente, na versão final Salazar, já nos inícios do séc. XVI.

## Origens nobiliárquicas espanholas
Sendo certo que o vocábulo «salazar» surge inicialmente como apelido em Espanha, contam-se 3 possíveis origens nobiliárquicas principais de linhagem, dentro desse território. 

### Navarra
Os apelidos navarros Salazar e Salaberri provêm da linhagem do apelido Salha, a qual já detinha solares em Aicirits e em Bardos.

### Burgos
A origem desta família assenta na localidade de Salazar, em Burgos.

### Biscaia
Esta linhagem descende dos Salazares de Burgos. O berço desta linhagem na Biscaia foi no Castelo de Muñatones, em Musques.

## Uso cigano
O apelido «Salazar» também foi largamente usado pelo povo cigano, em Espanha.
No séc. XVIII, por ocasião dos censos, o reino de Espanha incitou os seus cidadãos a assumir um nome próprio e dois apelidos fixos.
Nesse ensejo, muitos calós de Espanha optaram por assumir apelidos nobres, como forma de granjear prestígio e notoriedade para si e para as suas famílias. Durante o sobredito período histórico, tiveram um pendor habitual por apelidos de origem basca, como Heredia, Salazar, Mendoza, ou Montoya.

## Portugal
A família Salazar é, portanto, aparentada com a maior nobreza de Espanha e de Portugal.
Crê-se, que o primeiro registo conhecido deste apelido em Portugal, terá ocorrido no reinado de D. João III, por referência ao fidalgo espanhol D. Ventura de Frias Salazar, filho de D. Tomaz Frias Salazar, o qual servira o imperador Carlos V nas Comunidades de Castela, tendo casado com D.ª Constança de Vasconcelos, dama da rainha D.ª Isabel de Castela. Era bisneto de D. Jorge González de Salazar, o qual morreu na batalha de Aljubarrota, sendo casado com D. Maria de Frias, descendente de D. Pedro Gonçalves de Frias, rico-homem do imperador D. Afonso VII, primo de D. Afonso Henriques.
D. João III concedeu a D. Ventura de Frias Salazar o ofício de Provedor-mor da Fazenda da Bahia.
O filho de Ventura de Frias Salazar, João de Frias Salazar, constituiu um morgado em 1635 nas terras do Vale da Fonte e Arrudel, nas cercanias do Cartaxo. Este casou-se com D.ª Mariana de Moscoso Osorio, descendente dos condes de Feira e do Mestre de Avis, D. João I.

Não obstante tratar-se de um apelido pouco comum em Portugal, encontra-se profundamente enraizado na história do país, marcando presença tanto entre a aristocracia nacional, conforme se enunciou supra, mas também entre o povo, caso em que sobressai a figura de António de Oliveira Salazar. 